# Mont Rond (massif du Beaufortain)
Pour les articles homonymes, voir Mont Rond.
Le mont Rond est une montagne de France située dans le massif du Beaufortain, en Savoie.

## Géographie
Culminant à 1 767 mètres d'altitude, il se situe à l'extrémité d'une crête partant du mont de Vorès en direction de l'ouest. Il est entouré par le mont Reguet au nord, le crêt du Midi et le Ban Rouge au nord-est, le mont de Vorès à l'est, le mont Clocher au sud-est, le Chard du Beurre au sud et le Lachat à l'ouest. Ses pentes sont couvertes par des remontées mécaniques — deux télésièges et six téléskis — et des pistes de ski de la station de sports d'hiver de Notre-Dame-de-Bellecombe faisant partie du domaine skiable de l'Espace Diamant.

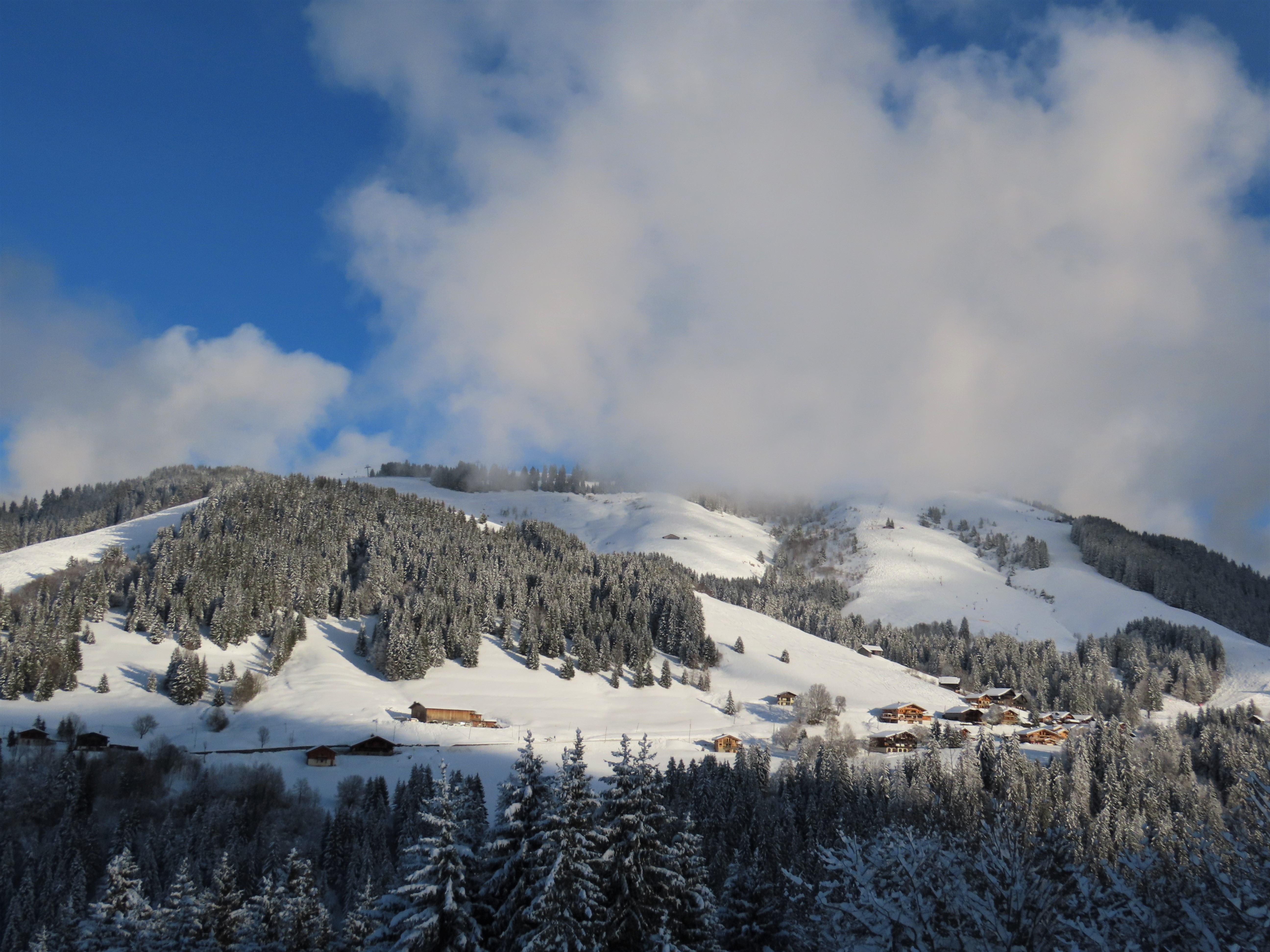
Vue hivernale du mont Rond depuis Crest-Voland à l'ouest.